# Versunkene Fabrik Music
Versunkene Fabrik ist ein deutsches Independent-Label, welches 2014 gegründet wurde. Die Veröffentlichungen des Labels sind den Genres Hip-Hop und Rap zuzuordnen.

## Geschichte
Das Musiklabel wurde im Februar 2014 von Julian Marchewka und Markus Landau gegründet. Im Oktober 2014 veröffentlichte das Label seinen ersten Sampler. 2015 wurde der Kölner Rapper Mo-Torres unter Vertrag genommen. Dieser brachte über die Versunkene Fabrik sein zweites Studioalbum Irgendwo Dazwischen heraus. Koolhy & End veröffentlichten im November 2015 ihr Album „Orbit“.
2016 brachte der Künstler Spinning 9 sein Debütalbum Hinter der Hauptrolle heraus, welches am 22. April erschien. Es gelang ihm dabei, den amerikanischen Rapper Soulja Boy für sein Album zu gewinnen. Das Album schaffte es bis auf Platz 95 der Deutschen iTunes-Charts.
Im September 2016 brachte Die-Firma-Rapper Tatwaffe sein Album Sternenklar über das Gevelsberger Independent-Label. Es stieg auf Platz 15 der deutschen HipHop-Charts ein. Unter anderem sind auf dem Album Mo Trip, Vega, Bosca, Manuellsen und Eko Fresh vertreten.
Am 11. Januar 2017 gab das Label in einem Facebook-Post bekannt, dass der Künstler Capkekz bei der Versunkenen Fabrik für sein nächstes Solo-Album unter Vertrag stehe. Das daraus resultierende Album Capo di Tutti Capi erschien am 19. Mai 2017.
Für das Jahr 2017 hatten die Künstler End, Tatwaffe, Spinning 9 und Ain Safra neue Alben angekündigt. Letzterer brachte im Juli das erste Soloalbum seiner Karriere auf den Markt, das durch Bosca mitproduziert wurde. Im August erschien das Album Erst mal für ewig von End. Am 10. November 2017 veröffentlichte Spinning 9 sein zweites Soloalbum Skyzone, auf dem neben nationalen Künstlern auch Bizarre und Kuniva von D12 auftreten.
Mitte 2019 nahm das Label Carnalito & Kalea unter Vertrag. Wenig später folgte der Rapper Koka. Ende Mai 2020 gab Favorite auf seinem Instagram-Kanal bekannt, nun auch bei Versunkene Fabrik unter Vertrag zu stehen. 2020 erschien das Album Deals von Spinning 9. Im gleichen Jahr brachten die Künstler E-N-D & Asla die EP F*cken nicht verlernt über die Versunkene Fabrik auf den Markt. 2021 folgte dann das zweite Kollabo-Album von Koolhy & E-N-D mit dem Namen Sebastian.rar. Am 10. November 2022 gab das Label bekannt, dass die Künstler E-N-D, Das W & EFF mit dem Projekt "Fast ne Band" ein weiteres Genre beschreiten. Der Song "Liebingsband" kam zeitgleich auf den Markt.

## Diskografie
Alben
| Jahr | Titel                 | Interpret         |
| ---- | --------------------- | ----------------- |
| 2014 | Labelsampler Echolot  | Versunkene Fabrik |
| 2015 | Irgendwo Dazwischen   | Mo-Torres         |
| 2015 | Orbit                 | Koolhy & E-N-D    |
| 2016 | Hinter der Hauptrolle | Spinning 9        |
| 2016 | Sternenklar           | Tatwaffe          |
| 2016 | Karma                 | Rough             |
| 2017 | Capo di tutti Capi    | Capkekz           |
| 2017 | Erstmal für ewig      | E-N-D             |
| 2017 | Skyzone               | Spinning 9        |
| 2020 | Deals                 | Spinning 9        |
| 2021 | Sebastian.rar         | E-N-D & Koolhy    |
| 2022 | Fast ne Band          | E-N-D, Das W, Eff |

Mixtapes
| Jahr | Titel                  | Interpret  |
| ---- | ---------------------- | ---------- |
| 2015 | Geschliffene Diamanten | Spinning 9 |
| 2016 | Tatzeit                | Tatwaffe   |
| 2016 | Black Road             | Spinning 9 |

EPs
| Jahr | Titel                 | Interpret               |
| ---- | --------------------- | ----------------------- |
| 2015 | Moves                 | Spinning 9              |
| 2015 | Als der Regen kam     | Rough                   |
| 2016 | Drahtlos Vernetzt     | Devize                  |
| 2017 | Renisus               | Ain Safra               |
| 2020 | F*cken nicht verlernt | E-N-D & A.S.L.A         |
| 2022 | Squad                 | Devize & Lyrical Psycho |

## Mitglieder
- Tatwaffe
- Favorite
- Spinning 9
- Koolhy
- E-N-D
- Devize
- Carnalito
- EFF

## Ehemalige Mitglieder
- Mo-Torres
- Capkekz
- Antifuchs
- Snare
- Alex Hope
- Rough
- Ain Safra